# آلتل
آلتل (انگلیسی: Alltel) شرکت مخابرات آمریکایی است، که در سال ۱۹۴۳ تأسیس شد.